# Jezusovo rojstvo
Jezusovo rojstvo je dogodek, ko je Devica Marija rodila Jezusa. Kristjani v spomin na ta dogodek praznujejo božič, ki velja za drugi največji krščanski praznik.
Dogodek opisuje Evangelij po Luku z naslednjimi besedami:

Tiste dni je izšel ukaz cesarja Avgusta, naj se popiše ves svet. To popisovanje je bilo prvo v času, ko je bil Kvirinij cesarski namestnik v Siriji. In vsi so se hodili popisovat, vsak v svoj rodni kraj. Tudi Jožef je šel iz Galileje, iz mesta Nazareta, v Judejo, v Davidovo mesto, ki se imenuje Betlehem, ker je bil iz Davidove hiše in rodbine, da bi se popisal z Marijo, svojo zaročenko, ki je bila noseča. Ko sta bila tam, so se ji dopolnili dnevi, ko naj bi rodila. In rodila je sina, prvorojenca, ga povila in položila v jasli, ker v prenočišču zanju ni bilo prostora (Lk 2,1-7).

Evangelist Luka navezuje zgodbo na Marijino oznanjenje. Potem doda še, da so Jezusa prišli počastit pastirji iz okolice, ki jim je angel prišel povedat, da se je rodil Odrešenik. Zgodbo nadaljuje z Jezusovim obrezovanjem in darovanjem v templju.
Evangelist Matej pa doda zgodbi še nekaj podrobnosti (glej Mt 2,1-23): 
- Kmalu po rojstvu so se prišli Jezusu poklonit »modri z vzhoda«, ki so se v ljudskem izročilu spremenili v svete tri kralje. Modre je na poti vodila posebno svetla zvezda.
- Herod Veliki se je hotel Jezusa znebiti, zato je dal pomoriti veliko število otrok v okolici (vse dečke stare do 2 leti).
- Jožef in Marija sta Jezusa rešila z begom v Egipt, od koder so se vrnili šele, ko je Herod umrl. Po tem so se preselili v Nazaret, kjer je Jezus preživel svoje otroštvo.

Pravi datum Jezusovega rojstva ni znan. Če so evangeljske navedbe pravilne, se Jezus ni rodil pozimi, saj takrat pastirji ne bi spali zunaj pri svojih čredah. Kljub temu se je zgodilo, da so začeli kristjani že v prvih stoletjih proslavljati praznik Jezusovega rojstva 25. decembra, verjetno zato, ker je datum blizu zimskega solsticija in pomeni simbolično zmago svetlobe nad temo (od solsticija naprej se dan spet daljša). Ker je Herod Veliki umrl leta 4 pr. n. št., in ker je dal pomoriti dečke do 2 let starosti, lahko domnevamo, da se je Jezus rodil med letoma 6 pr. n. št. in 4 pr. n. št.